# Böda prästgård (naturreservat)
Böda prästgård är ett naturreservat på norra Öland,  i Borgholms kommun i Kalmar län.
Området är naturskyddat sedan 2001 och är 25 hektar stort. Reservatet ligger huvudsakligen inom Böda prästgårds gamla inägomark. Det består av ett gammeleksområde samt alsumpskog.